# パイワン族
パイワン、あるいはパイユァン（排湾族、パイワン語：Payuan、中国語拼音: Páiwān）は台湾南部に住むオーストロネシア語族に属する台湾原住民の一種族。
広義のパイワン族には、北部より山地のルカイ族と北東部より平地のプユマ族とが含まれ、カツァリシアン（パイワン語：Kacalisian、「山の坂に住む人」の意）と自称するのが一般的である。本項では、このルカイとプユマを含む広義のパイワン族について記述する。
南部山地に分布する狭義のパイワン本族は（北西部を除けば）自らパイワンと称する。

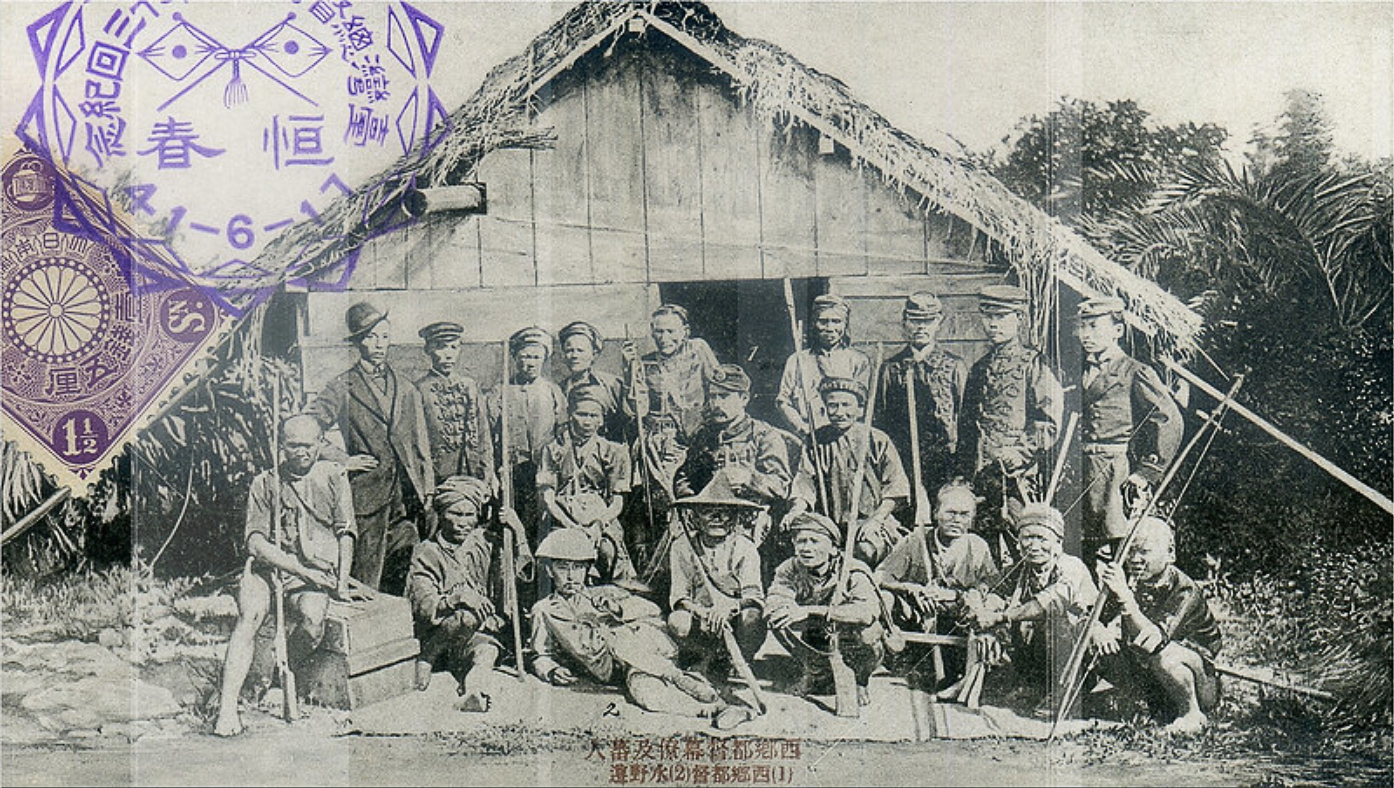
西郷従道（中央）とパイワン族長の卓杞篤（西郷の左隣）。1874年

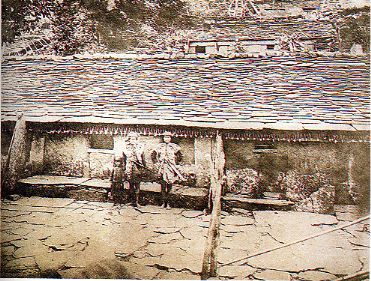
パイワンの人々の石ぶきの屋根の家。1945年以前に日本の人類学者・森丑之助が撮影した、来義社と呼ばれる集落の長の家

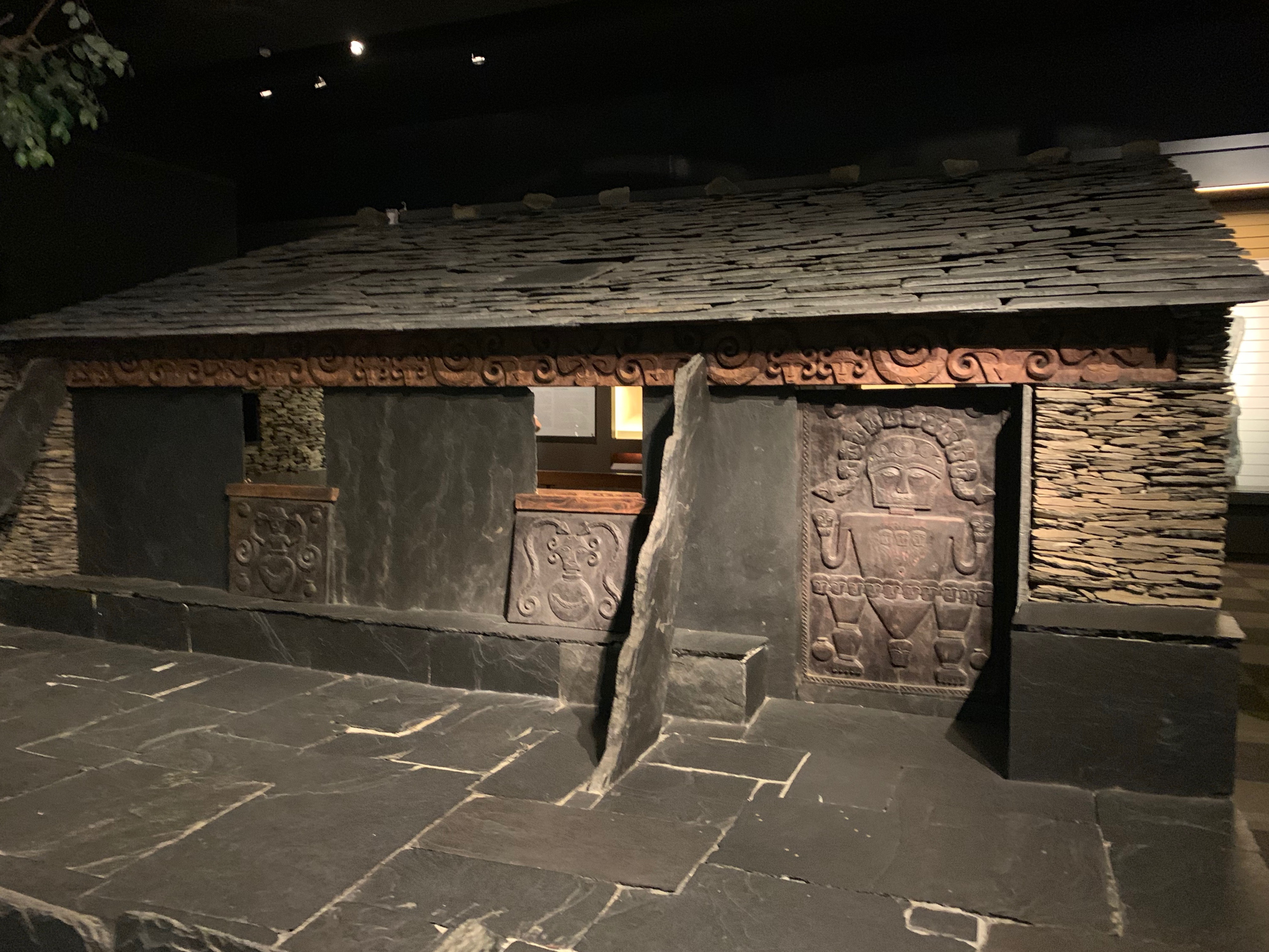
彫刻が施されたパイワン族の伝統家屋

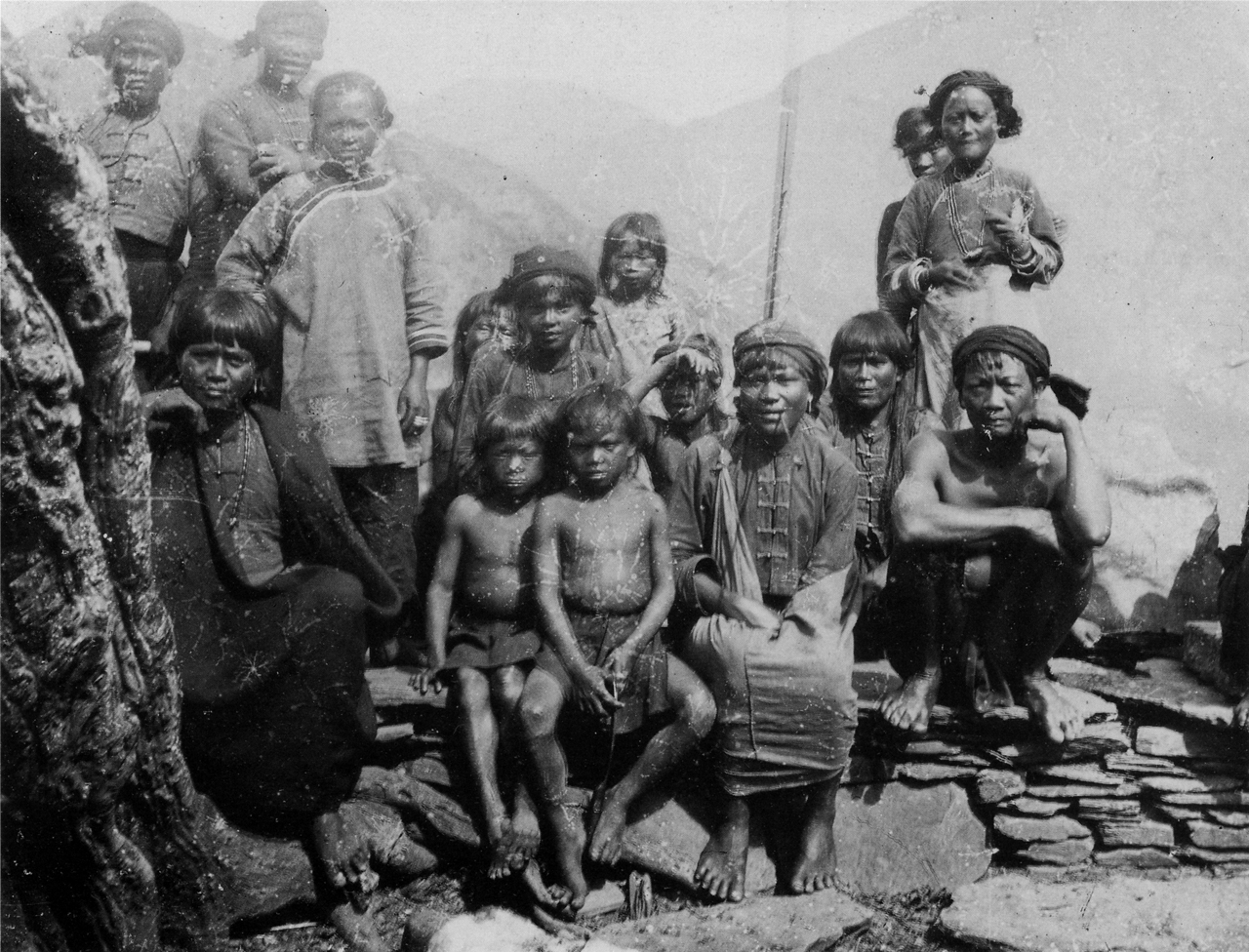
1900年のパイワン族。鳥居龍蔵撮影

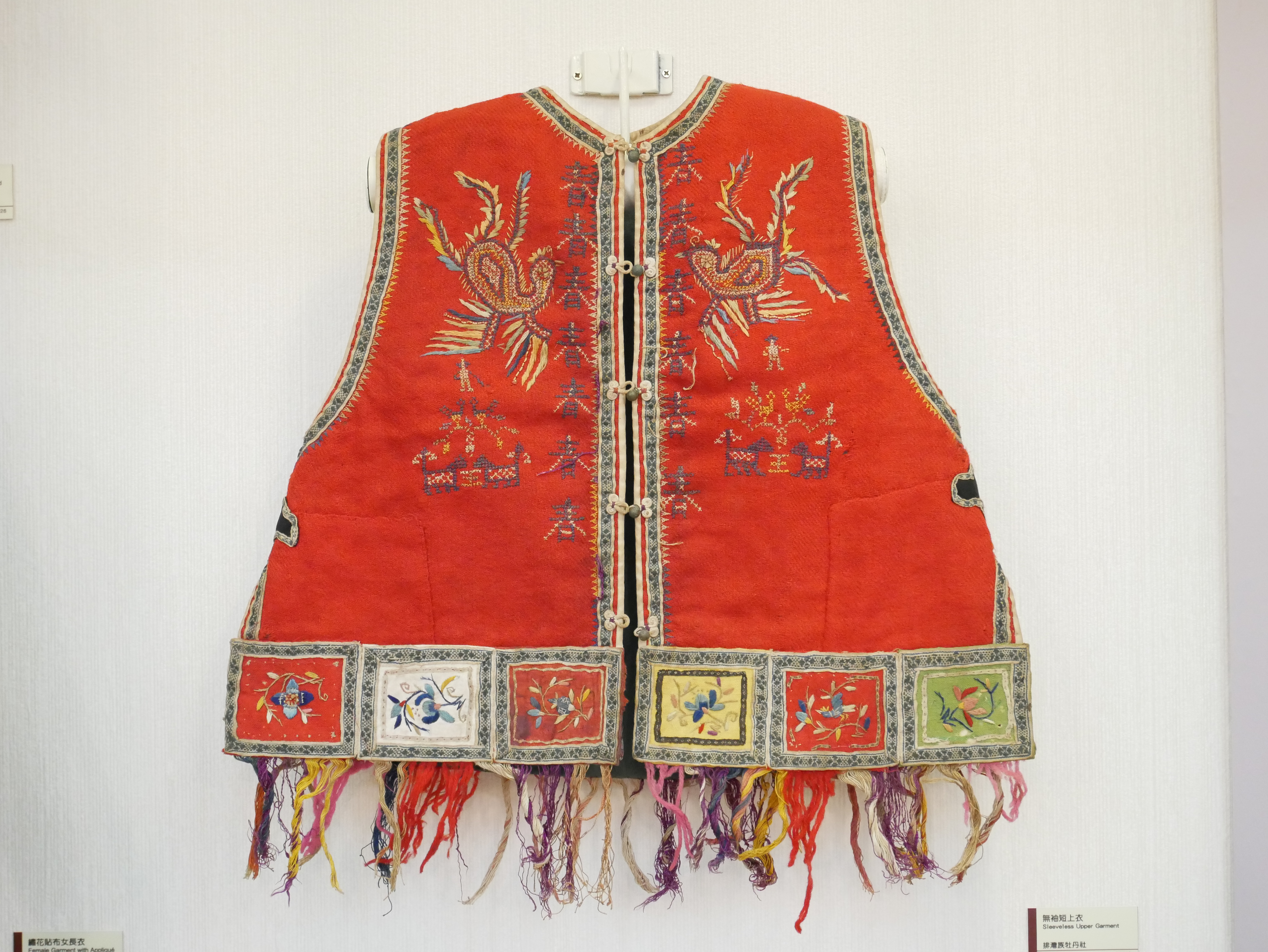
パイワン族の民族衣装

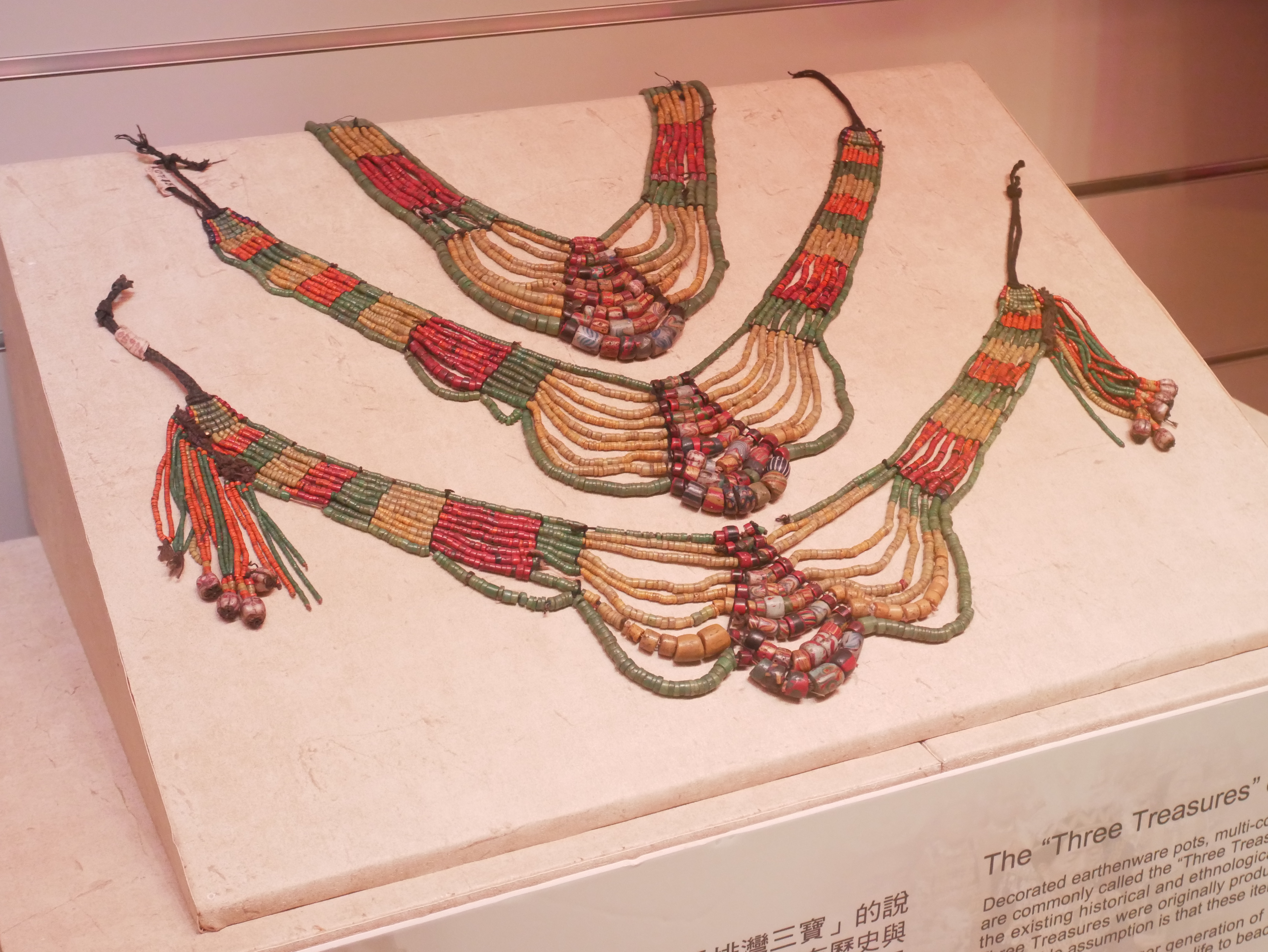
パイワン族の装飾品

## 人口
1931年末には全体で8467戸、4万1746人、1942年末には9020戸、4万4627人。1931年の内訳人口はルカイ6339人、プユマ5289人、パイワン本族3万118人であった。2000年の調査ではパイワン本族は7万331人で、台湾原住民の 17.7%にあたり、台湾原住民で三番目に人口の多い民族集団である。言語はパイワン語で話している。

## 階級の区別
台湾原住民族の多くでは見られない貴族系統と平民系統との区別がプユマ族で相当明確に現れ、ルカイ族とパイワン本族では一層それが目立つ。後二者ではヘビのヒャッポダはしばしば貴族系統と神秘的な関係があると信ぜられ、それを殺傷することは一般に禁忌である。貴族系統の内にも家格の相違があり、首長家はその最高位に立つ。一村一首長、数村一首長、一村数首長などの形があり、パイワン本族では長子相続、ルカイ族では長男相続が行われる。

## 農耕
他の原住民と同じく粟の栽培が儀礼的にも重視されるが、タロイモの畑地栽培も盛んである。

## 文化
この両族は木彫にすぐれ、現在のと類似の文様が彼らに伝わる青銅器、主として剣柄にも見出されるのは注意されるべきだろう。また彼らがなお豊富に持つトンボ玉、いわゆる古代ガラス玉にはインドネシア方面、特にボルネオと共通性が認められる。

### 歌
日本統治時代に日本人研究者により蒐集された、パイワン族の歌の一例をここに示す。
パイワン族卑南社の護郷兵・凱旋の歌
とひやあ　びぬらぶらお　ぴぬりやー　ぐたいやんー　ぴぬしがー　ぐんがんさがぬ　びーるの　かいばがー
ぬかんまの　だだるぬ　いくすの　くやぬーす
（大意：　射撃の音は鈴の様で非常に面白かった　敵の方より来る臭気は心地よく思ったがその首を見ては悲しい思いをした）

## 祭祀

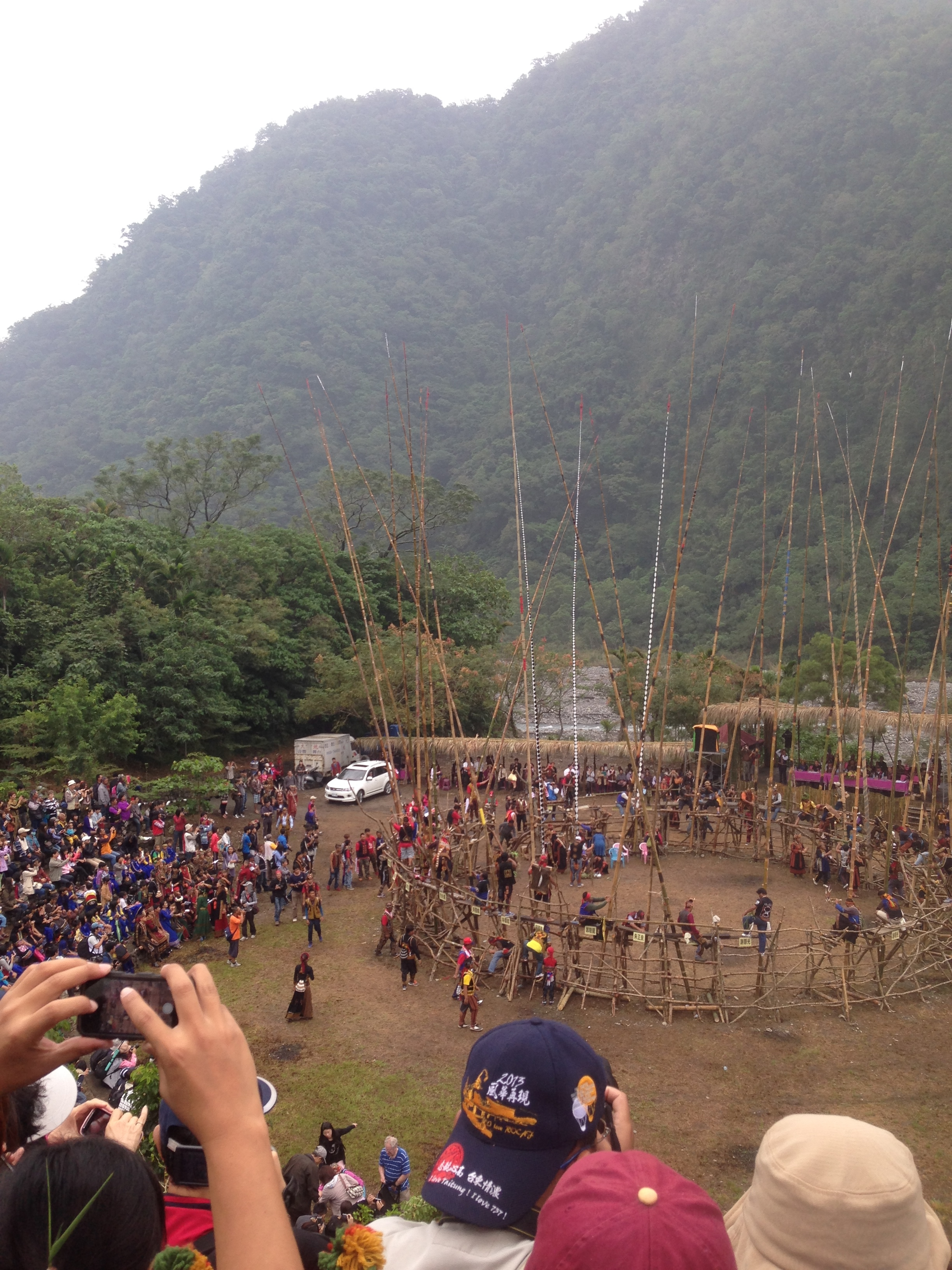
台東県達仁郷土坂部落の五年祭。:zh:祖靈祭 (排灣族)

### 収穫祭 (Masalut)
毎年7月から10月の間に、各村によって行なわれる祭祀である。精霊に感謝し収穫を祝うものであり、パイワン族にとっての年度の区切れとなる。祭祀の内容は、祭師が収穫したアワを倉庫に運び、また来春の播種用のアワを選別し、収穫した農作物を食べる内容となっている。現在では娯楽活動へと転換しており、歌謡コンクールや、弓射試合などが行なわれ、ショー化している。

### 人神盟約祭 (Maleveq)
パイワン族最大の祭典であり、五年祭とも称される。伝説ではパイワン族の祖先は神界に向かい女神に祭祀と農業を習うと同時に、五穀豊穣を祈ったものであり、また女神と一定の期間内にアワを焼き、降臨を請う事を盟約したという内容によって執り行われている。人神盟約祭は15日の長きにわたって執り行われ祭師の指示の下、部落の全男性が参加する。

### 六年祭（五年後祭）(Pusau tavuvu)
人神盟約祭で降臨した神が5年後に神界に戻ったのち、一部の精霊がなおも地上に留まり、6年目に神界に戻るという伝承にしたがって執り行われる。

## 著名人
- 林広財（中国語版） - パイワン語名前「Ngerenger」。現在のパイワン族頭目、歌手。
- 戴愛玲（中国語版） - 歌手。
- Matzka（中国語版） - バンド「MATZKA（中国語版）」のヴォーカル。
- Sakuliu Pavavaljung（中国語版） - バンド「MATZKA」のギタリスト。
- 葉瑋庭（中国語版） - 歌手。超級星光大道第2シリーズ総合3位。
- 李志傑（中国語版） - 現役時代は兄弟エレファンツに所属していた元プロ野球選手。
- 曽華徳（中国語版） - 中国国民党所属の元立法委員。
- 簡東明（中国語版） - 中国国民党所属の立法委員。
- 蔡英文 - 中華民国総統（第14代）、民主進歩党主席（第12-13・15代）。パイワン名は「チュク（Tjuku）」。祖母が台湾屏東県獅子郷出身のパイワン族。
- リカラッ・アウー（中国語版）（Liglav A-wu／利格拉樂・阿烏） - 作家。日本でも『台湾原住民文学選②　故郷に生きる 』（草風館、2003年）に作品が翻訳されて収録されている。
- 楊勇緯 - 2020年東京オリンピック柔道男子60kg級銀メダリスト[3]
- ギリギラウ・コンクアン（Giljegiljaw Kungkuan／吉力吉撈・鞏冠） - プロ野球選手。漢名および旧登録名は朱 立人（チュウ・リーレン、Chu Li-Jen）だが、2019年シーズンオフよりパイワン語での氏名をそのまま登録名としている。2023 ワールド・ベースボール・クラシック・チャイニーズタイペイ代表。
- アーバオ（中国語版）（阿爆） -シンガーソングライター、司会者。本名、アリュンリュン（Aljengljeng／阿仍仍）。全曲パイワン語のアルバム『kinakaian 母親的舌頭』で2021年の第31回金曲奨で、アルバム賞と原住民語アルバム賞を受賞。同アルバム収録曲「Thank You 感謝」が楽曲賞を受賞し、３冠を達成。
- 曾智勇（中国語版） - 2024年5月20日に行政院原住民族委員会主任委員に就任予定。原住民委員会発足時より数えて11人目。